# Blaesoxipha occatrix
Blaesoxipha occatrix är en tvåvingeart som först beskrevs av Pandelle 1896.  Blaesoxipha occatrix ingår i släktet Blaesoxipha och familjen köttflugor.
Artens utbredningsområde är Frankrike. Inga underarter finns listade i Catalogue of Life.